# Luktelk
Luktelk – singel litewskiego piosenkarza Silvestera Belta wydany 11 stycznia 2024 roku. Utwór reprezentował Litwę w 68. Konkursie Piosenki Eurowizji (2024).

## Lista utworów
| Digital download / media strumieniowe | Digital download / media strumieniowe | Digital download / media strumieniowe |
| Nr                                    | Tytuł utworu                          | Długość                               |
| ------------------------------------- | ------------------------------------- | ------------------------------------- |
| 1.                                    | „Luktelk”                             | 2:41                                  |

## Konkurs Piosenki Eurowizji
W grudniu 2023 ogłoszono listę kandydatów litewskich preselekcji Eurovizija.LT na której znalazł się Belt ze swoim utworem „Luktelk”. Silvester w drodze losowania ze swoim utworem został przydzielony do pierwszego półfinału, a następnie awansował do finału. 17 lutego 2024 Belt zwyciężył w finale preselekcji, dzięki czemu uzyskała prawo do reprezentowania Litwy w konkursie. 